# Devesel
Devesel é uma comuna romena localizada no distrito de Mehedinți, na região de Oltênia. A comuna possui uma área de 69.77 km² e sua população era de 3101 habitantes segundo o censo de 2007.